# Telipna actinotina
Telipna actinotina är en fjärilsart som beskrevs av Percy I. Lathy 1903. Telipna actinotina ingår i släktet Telipna och familjen juvelvingar. Inga underarter finns listade i Catalogue of Life.